# Idaea dyraria
Idaea dyraria är en fjärilsart som beskrevs av Hans Zerny 1934. Idaea dyraria ingår i släktet Idaea och familjen mätare. Inga underarter finns listade i Catalogue of Life.